# Ischionodonta semirubra
Ischionodonta semirubra là một loài bọ cánh cứng trong họ Cerambycidae.